# Gösta Darlin
Gösta Karl Elis Darlin (i riksdagen kallad Darlin i Osby), född 25 maj 1908 i Norrköping, död 10 december 1993 i Osby, var en svensk direktör och politiker.
Darlin grundade 1935 företaget Vattenvärmare-Kompaniet, senare kallat Osby-Pannan. Detta bedrev tillverkning av bland annat värmepannor och tvättmaskiner.
Darlin var ledamot av riksdagens andra kammare från 1957, invald i Kristianstads läns valkrets för Högerpartiet.
På det lokala politiska planet representerade Darlin även där Högerpartiet, senare Moderata samlingspartiet, i Osby kommun. 1983 grundade han det lokala partiet Göingepartiet, vilket 1990 sammanslogs med ett annat lokalt parti, Kommunal Samling. Det fusionerade partiet, omdöpt till Göingepartiet Kommunal Samling, existerar fortfarande.